# Henriette Daux
Pour les articles homonymes, voir Daux (homonymie).
Marie Félicie Henriette Daux née le 21 septembre 1864 à Paris et morte le 8 juin 1953 à Vanves, est une artiste peintre, pastelliste et une écrivaine française.

## Biographie
Née à Paris en 1864, issue d'un milieu bourgeois, fille d'André Auguste Daux, ingénieur, et de Marie Antoinette Josèphe Brack, Henriette Daux étudie à la fois le chant sous la direction du professeur et hazzan Adolphe Béer (mort en 1924), le dessin et la peinture à l'Académie Julian auprès de Jules Lefebvre et d'Alfred Roll,.
Elle expose au Salon des artistes français dès 1887 une série de portraits au pastel, puis continue d'y envoyer ses œuvres ainsi qu'au Salon du Champ-de-Mars. En 1898, le critique Louis Énault constate que « sur la cymaise d'une scelle très en vue qu'elle pose la pointe du soulier de bal qui chausse un pied fin, à la cambrure aristocratique, Mlle Daux a le sentiment du high-life select, et sait le traduire dans ses œuvres très bien venues, que nous sommes heureux de signaler […] ». Elle peint également quelques études de nus et un autoportrait en pied (huile sur toile).
À partir de 1895, Henriette Daux publie des contes sous la forme de livres d'étrennes destinés à la jeunesse chez l'ancienne Maison Quantin, et pour les magazines Musée des familles et Saint-Nicolas publiés par Delagrave.
C'est également à cette époque qu'elle décore de fresques la salon du manoir de Kerazan, travail, toujours visible, commandité par Jules-Georges Astor, maire de Quimper et grand collectionneur.
Le 15 février 1904, Alfred Roll, veuf depuis 1898, l'épouse en secondes noces ; les témoins sont le peintre Pierre-Emmanuel Damoye et le critique André-Ferdinand Hérold.
Roll l'a représentée à plusieurs reprises dans des toiles.

## Publications
- Les déceptions ; suivi de : Au clair de la lune ; et Noir et blanc, Paris, Librairies-imprimeries réunies - Ancienne Maison Quantin, 1895.
- Entre chien et chat ; suivi de : Histoire de Clair-voyant ; et Justice et charité, Paris, Librairies-imprimeries réunies, 1895.
- Le Petit Don Quichotte, illustré de 15 gravures de Cécile Chalus, Paris, Librairies-imprimeries réunies, 1896.
- L'Âne mélancolique, Paris, Librairies-imprimeries réunies, 1896.
- Le Crépuscule des fées ; suivi de : Le Portrait de l'oncle Jasmin ou l'Envoûtement…, Paris, Librairies-imprimeries réunies, 1896.
- Les Revenants ; suivi de Œil d'aigle ; et de L'avisé danois, Paris, Librairies-imprimeries réunies, 1896.
- Voyage d'une toute petite princesse, Paris, L.-H. May, 1897.
- Frères de lait, Paris, L.-H. May, 1898 ; rééd. G. Mantoux, 1901.
- Le Costume, la mode, coll. « Encyclopédie populaire illustrée du XXe siècle », Paris : L.-H. May, 1899.